# Assassinio sull'Orient Express
Assassinio sull'Orient Express (titolo orig. Murder On The Orient Express) è un romanzo giallo di Agatha Christie. Pubblicato nel 1934, vede protagonista l'investigatore belga Hercule Poirot ed è uno dei più noti lavori della scrittrice inglese.
L'elegante treno degli anni trenta, l'Orient Express, è bloccato da una forte nevicata. Un omicidio, avvenuto nella notte viene scoperto, cosicché il viaggio dell'investigatore belga viene interrotto per risolvere il caso. Ambientato all'inizio a Istanbul, per il resto del romanzo ha luogo in Jugoslavia, col treno intrappolato fra Vinkovci e Brod.
Scritto durante un soggiorno della Christie a Istanbul, nell'estate 1933, il romanzo fu pubblicato a puntate dal settimanale statunitense The Saturday Evening Post e l'anno successivo fu stampato in libro dall'editore britannico Collins Crime Club. 
Il titolo uscito negli USA, Murder in the Calais Coach, fu usato per evitare confusione col romanzo di Graham Greene, Il treno d'Istanbul, uscito nel 1932 col titolo Orient Express.
Dal romanzo sono state tratte due celebri versioni cinematografiche, dallo stesso titolo del romanzo: una del 1974, diretta da Sidney Lumet e la più recente del 2017, per la regia di Kenneth Branagh.

## Trama
La storia ha inizio ad Aleppo, nel mandato francese della Siria e del Libano: dopo aver risolto un caso collegato ad uno scandalo interno all'esercito francese, l'investigatore Hercule Poirot si imbarca sul Taurus Express, che lo conduce ad Istanbul; qui prende alloggio al Tokatlian Hotel, intenzionato a restare nella città turca per alcuni giorni. I propositi di Poirot sono però interrotti dall'arrivo di un telegramma da Londra, che richiede urgentemente il suo ritorno nella capitale britannica. Poirot decide pertanto di prenotare un posto sull'Orient Express di quella sera: i vagoni letto sono però tutti occupati (cosa assai strana vista la stagione in cui di solito non c'è nessuno), ma riesce a trovare un posto grazie al suo amico Monsieur Bouc, direttore della compagnia dei vagoni letto. Dopo un pasto, Poirot parla con l'imprenditore statunitense Ratchett, che teme per la sua vita. L'ispettore belga oppone un rifiuto alla sua richiesta di proteggerlo.
Durante la notte, il treno si ferma in territorio jugoslavo a causa di una bufera di neve ed alla mattina si scopre che Ratchett è stato assassinato nella notte con dodici pugnalate. Monsieur Bouc chiede a Poirot di prendere in mano il caso, e il belga, perquisendo lo scompartimento di Ratchett, trova un orologio fermo all'una e un quarto, un nettapipe (non appartenente a Ratchett, dato che questi fumava solo sigarette), un fazzoletto da donna con una "H" ricamata e un bigliettino bruciacchiato. Con un trucco ingegnoso, grazie al biglietto bruciacchiato Poirot scopre che la vittima era in realtà un italiano di nome Cassetti, l'assassino della bambina Daisy Armstrong, e indirettamente di sua madre, suo padre, suo fratello e la sua cameriera (avvenuto anni prima, l'episodio si ispira alla tragedia che colpì il noto aviatore statunitense Charles Lindbergh, il cui figlio Charles III di un anno e mezzo fu rapito e ritrovato morto nel 1932).
Sarà l'inizio di una serie di interrogatori a tutti i passeggeri del vagone, e fra esitazioni, reticenze, contraddizioni e lapsus indicativi emergerà che più di un passeggero aveva avuto dei legami con la famiglia Armstrong, e che certi depistaggi e la presenza di tanti indizi sono un tentativo premeditato per confondere e fuorviare le investigazioni del detective e per indirizzarne altrove le indagini.

### Gli indizi principali

#### Il fazzoletto con la H e il passaporto truccato
All'interno della cabina di Ratchett/Cassetti, Poirot, il signor Bouc e il dottor Constantine trovano un fazzoletto con la lettera "H" elegantemente ricamata. Domandando a tutte le donne, dalle più umili alle più ricche, se avessero l'H nel nome o nel cognome, viene fuori che il fazzoletto non è di nessuno. I sospetti cadono poi sulla contessa Andrenyi, il cui nome è Elena. Ma sul passaporto di quest'ultima c'è una macchia di unto (creata appositamente dal conte Andrenyi), che nasconde la H davanti al nome, pertanto la contessa si chiama Helena e non Elena. Nonostante ciò il fazzoletto non apparteneva alla contessa Andrenyi, bensì alla principessa Dragomiroff, di origine russa, l'unica donna alla quale non è stato domandato se il fazzoletto fosse suo. Il suo nome di battesimo era Natalia, ma in alfabeto cirillico la N si scrive come l'H. Svelato questo mistero, il fazzoletto torna alla sua proprietaria.

#### Il nettapipe
Sempre nello scompartimento di Ratchett, oltre al fazzoletto ricamato sopra citato, Poirot e i suoi due compagni rinvennero un curapipe. Durante le deposizioni Poirot, con molta astuzia, domandò ai passeggeri se fumassero la pipa. Tutti, a quanto pare, fumavano la sigaretta, tranne il colonnello Arbuthnot, il quale disse senza alcun problema di fumare la pipa e che probabilmente il nettapipe fosse di sua proprietà.
Sia il fazzoletto sia il curapipe erano stati messi nello scompartimento di Ratchett solo dopo il delitto. Infatti i congiurati, bloccati dalla neve, avevano posizionato i due indizi per depistare le indagini. Questo perché, grazie a questi due oggetti, i sospetti venivano a cadere sul colonnello Arbuthnot e sulla principessa Dragomiroff, quelli più insospettabili, con l'alibi più forte e minuzioso e anche i due che sembrava non avessero alcun legame con gli Armstrong.

### Altri indizi

#### L'orologio e l'ora del delitto
Nella tasca del pigiama di Ratchett è stato rinvenuto un orologio fermo sull'una e un quarto. La coincidenza è anche strana per il fatto che a lato del letto della vittima c'era un gancio fatto apposta per tenere l'orologio. Questo ha quindi fatto pensare che l'orologio fosse stato messo lì dall'assassino per depistare le indagini. Poirot era certo che il delitto fosse stato compiuto prima delle 0:37, quando sentì provenire una voce, che parlava in francese, dallo scompartimento di Ratchett. Ma Ratchett non sapeva il francese, quindi non poteva essere stato lui a parlare, ma l'assassino. Pertanto a quell'ora Ratchett era già morto.

#### Il kimono scarlatto e l'uniforme del controllore
Poirot fa ispezionare le valigie e in quella della cameriera tedesca viene ritrovata l'uniforme del finto controllore, facendo presumere che l'assassino, scappando e avendo trovato quello scompartimento vuoto, l'abbia infilata nella valigia. Tornato al suo scompartimento, Poirot trova il kimono scarlatto dentro la sua valigia.La prende come una sfida, accettandola.

### Finale
L'alternarsi di colpi di scena porterà alla soluzione del caso, e al termine dell'inchiesta Poirot potrà presentare al sig. Bouc, al dottor Constantine e agli altri viaggiatori due possibili soluzioni del caso: una prima, semplice conclusione secondo cui uno sconosciuto, travestito da dipendente delle ferrovie, sia entrato nella cabina di Cassetti e lo abbia pugnalato. E una seconda ipotesi, assai più ardita e complessa, illustrata da Poirot attraverso una precisa e accurata ricostruzione dell'accaduto, durante la quale innumerevoli frammenti fino ad allora sconnessi verranno a combaciare. Stando a questa deduzione, il signor Cassetti è stato colpito da dodici pugnalate, ognuna vibrata da una diversa persona. Quindi il colpevole non è uno solo, ma ad aver ucciso Cassetti sono state dodici persone diverse (undici dei dodici passeggeri della carrozza Istanbul-Calais e un controllore), che avevano deliberatamente trovato sistemazione sul treno per portare a termine una vendetta per la morte della piccola Daisy, a cui tutti i sospettati erano profondamente legati.
Il libro si conclude con la decisione da parte di Monsieur Bouc e del dottor Constantine di non consegnare tutti i passeggeri alla polizia jugoslava, ma di addossare la colpa dell'assassinio a uno sconosciuto, come nella prima soluzione offerta da Poirot, ritenendo che una sentenza sia stata espressa da una giuria composta da tutti coloro che erano legati alla famiglia Armstrong e che dopo tanti anni giustizia sia stata fatta.

## Personaggi

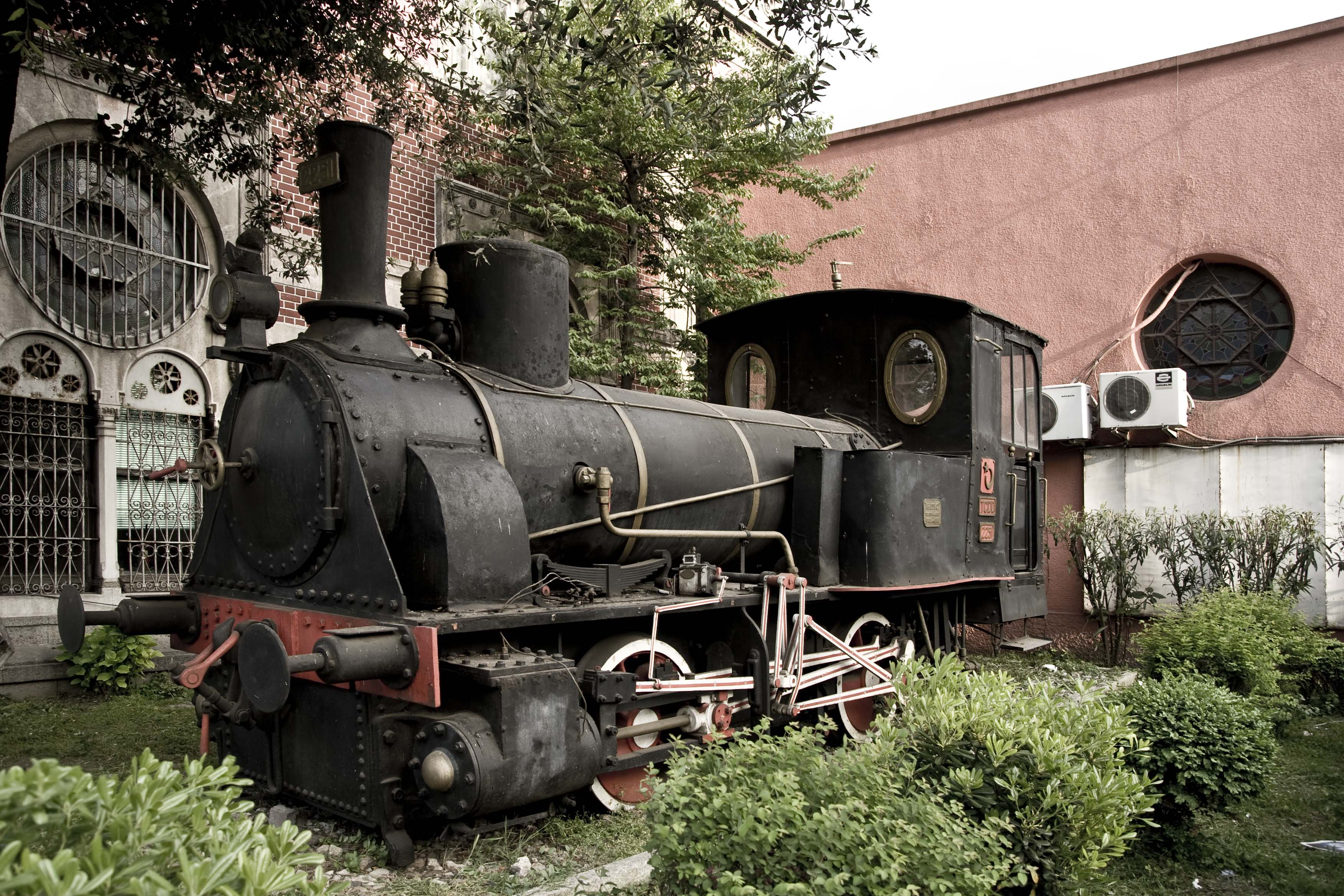
Locomotiva in uso nell'Orient Express.

- Hercule Poirot: un investigatore belga, colui che investiga e risolve il caso dell'omicidio avvenuto sul treno
- Monsieur Bouc, vecchio amico di Poirot: dovrà sempre cercare di limitare il suo entusiasmo sminuendo le sue ipotesi;
- Dottor Constantine, un medico greco, bonario, ma con la testa confusa dai pregiudizi verso gli stranieri;
- Samuel Edward Ratchett, ricco americano in viaggio d'affari dietro a cui si cela il latitante Lanfranco Cassetti (che la censura fascista ribattezzò O'Hara) e si vanta del suo intuito di poter giudicare le persone a prima vista;
- Hector MacQueen, giovane americano al servizio di Ratchett come segretario e interprete.
- Greta Ohlsson, gentile e mite donna svedese di mezz'età con una sensibilità stupefacente e una faccia da pecora (secondo Poirot), direttrice di una scuola missionaria presso Gemlik;
- Natalia Dragomiroff, anziana principessa russa, vedova, assai brutta (descritta da Poirot come un rospo) e assai danarosa;
- Hildegard Schmidt, tedesca, cameriera della principessa Dragomiroff, molto fedele alla principessa;
- Rudolph Andrenyi, conte e diplomatico ungherese e perciò detentore di passaporto diplomatico;
- Helena Maria Andrenyi, contessa e moglie di Rudolph;
- Martha Hubbard, turista americana eccentrica e logorroica in viaggio per far visita alla figlia.
- John Arbuthnot, colonnello indiano naturalizzato inglese, dai modi freddi e impassibili;
- Mary Hermione Debenham, inglese, istitutrice, un'avvenente e rigida ragazza molto intelligente che Poirot definisce la tipica, inespressiva anglosassone che non prova emozioni, e il cui nome creerà un lapsus rivelatore perché inconsciamente associato al negozio londinese “Freebody and Debenham”;
- Cyrus Beltman Hardman, americano, investigatore privato; si trovava sul treno per raggiungere una riunione a Genova
- Antonio Foscarelli, il ciarliero e bonario italiano naturalizzato americano, rappresentante delle automobili Ford (nella traduzione italiana fascista Foscarelli fu trasformato nel brasiliano Manuel Pereira);
- Henry Masterman, il maggiordomo inglese di Ratchett;
- Pierre Michel, controllore dei vagoni letto, in servizio nella carrozza in cui è avvenuto l'omicidio (il personaggio era apparso ne Il mistero del Treno Azzurro, libro della Christie del 1928). Inoltre, è il padre della cameriera che dopo essere stata accusata di complicità nel rapimento di Daisy Armstrong, si tolse la vita.

### Disposizione dei personaggi
Eccettuati Bouc e Constantine (sistemati nella carrozza Atene-Parigi), questa la loro disposizione nella vettura Istanbul-Calais:
|                       |        | Corridoio  |              |                |                |                |           |            |          |                        |                     |                      |                          |                   |
| Carrozza Atene-Parigi | Michel | 16 Hardman | 15 Arbuthnot | 14 Dragomiroff | 13 R. Andrenyi | 12 H. Andrenyi | 3 Hubbard | 2 Ratchett | 1 Poirot | 10 Ohlsson 11 Debenham | 8 Schmidt 9 (vuoto) | 6 MacQueen 7 (vuoto) | 4 Masterman 5 Foscarelli | Vagone Ristorante |

     Scompartimento di prima classe (1 persona)
     Scompartimento di seconda classe (2 persone)
     Scompartimento dove è avvenuto il delitto (prima classe)

### Moventi degli indiziati

#### Pierre Michel
Pierre Michel è il padre di Susanne, una delle cameriere di casa Armstrong. La ragazza era stata accusata di complicità nel rapimento e, non reggendo all'accusa, aveva scelto di togliersi la vita. La notte del rapimento, Susanne in realtà si stava intrattenendo con il suo amante sempre nei confini della proprietà di casa Armstrong e pertanto dichiarò di aver sentito un rumore e aver visto un'automobile allontanarsi, da qui le accuse di complicità. Pierre Michel è il tramite attraverso il quale i congiurati riescono a mettere in atto il loro piano, perché solo lui, in quanto dipendente delle ferrovie, può procurare il passaporto e l'uniforme del presunto sconosciuto, avvisare i congiurati del giorno esatto in cui Ratchett avrebbe preso il treno e far sì che tutti i movimenti all'interno della carrozza possano avere luogo. Nella versione cinematografica del 1974 è interpretato da Jean-Pierre Cassel, mentre in quella del 2017 da Marwan Kenzari.

#### Hector MacQueen
Hector MacQueen è figlio del procuratore che si occupò del caso Armstrong e che non riuscì a incastrare Cassetti, poiché quest'ultimo riuscì a salvarsi dalla condanna grazie alle sue conoscenze e al suo denaro. Hector non nasconde a Poirot di aver conosciuto la famiglia Armstrong ai tempi dell'inchiesta, e anzi confessa la sua venerazione per la madre della piccola Daisy, poi morta in seguito alla tristezza della perdita della figlia, che le fece perdere anche il bambino di cui era incinta; egli stesso confessa di aver parlato alla donna defunta del suo desiderio di recitare. MacQueen è uno dei pilastri del piano: fa parte del piano il suo farsi assumere alle dipendenze di Ratchett/Cassetti, in modo da poter stare a stretto contatto con lui e informare i compagni. È a conoscenza delle lettere anonime, ma è anche quello che le ha fatte sparire. La notte del delitto, si finge Ratchett nella sua cabina richiamando l'attenzione del conduttore Michel (e involontariamente di Poirot) per depistare le indagini, poi fa entrare i suoi complici attraverso la cabina della signora Hubbard. Alla fine crea falsi indizi per confondere ulteriormente le acque. Nella versione cinematografica del 1974 è interpretato da Anthony Perkins, mentre in quella del 2017 da Josh Gad.

#### Cyrus Beltman Hardman
L'investigatore privato Cyrus Hardman è uno degli ultimi tasselli ad andare al proprio posto ed è anche uno di quei personaggi che non confessa a Poirot - più o meno spontaneamente - il suo legame con la famiglia Armstrong, forte della sua relativa estraneità alla famiglia. In realtà Hardman era un poliziotto che all'epoca del rapimento si innamorò della cameriera degli Armstrong, Susanne Michel, e il motivo per cui partecipa all'omicidio è vendicare la morte per suicidio della sua amata. Si è dimesso dalla polizia ed è entrato nell'agenzia privata McNeil, per poter rintracciare Cassetti; con Poirot sostiene inizialmente di essere stato ingaggiato in segreto dallo stesso Ratchett. Nella versione cinematografica del 1974 è interpretato da Colin Blakely, mentre in quella del 2017 da Willem Dafoe.

#### Greta Ohlsson
Greta Ohlsson è la bambinaia della piccola Daisy Armstrong, verosimilmente autrice di una delle ferite leggere dato il suo stato emotivo leggermente psicolabile; ciò è dovuto al rimpianto per non essere riuscita ad impedire il rapimento di Daisy e che l'ha portata a diventare una missionaria. Nella versione cinematografica del 1974 è interpretata da Ingrid Bergman, mentre in quella del 2017 da Penélope Cruz (in quest'ultima edizione l'etnia del personaggio è ispanica e il nome viene mutato in Pilar Estravados).

#### Principessa Natalia Dragomiroff
L'anziana nobildonna Natalia Dragomiroff è la madrina di battesimo della signora Sonia Armstrong, madre di Daisy, per via della sua amicizia con la madre della donna, la nota attrice Linda Arden, come si viene a sapere nel corso del primo interrogatorio. Suo è anche il fazzoletto di batista con incisa la lettera "H" (che corrisponde alla "N" di Natalia in cirillico) che viene ritrovato sul luogo del delitto. Ovviamente nessuno sano di mente avrebbe accusato di omicidio una nobildonna, per giunta vecchissima e quasi impossibilitata a muoversi, data la presenza di ferite inferte con grande violenza. La testimonianza della principessa è molto reticente perché cela a Poirot varie informazioni sul conto di Sonia Armstrong: il nome della sorella, il destino della madre e il nome della segretaria di Miss Armstrong; tutte cose che una stretta amica di famiglia non poteva non sapere. È verosimilmente sua la seconda coltellata di striscio. Nella versione cinematografica del 1974 è interpretata da Wendy Hiller, mentre in quella del 2017 da Judi Dench.

#### Hildegarde Schmidt
Hildegard Schmidt è un'ex cuoca della famiglia Armstrong e ora cameriera della principessa Dragomiroff, di origine tedesca. Nella versione cinematografica del 1974 è interpretata da Rachel Roberts, mentre in quella del 2017 da Olivia Colman.

#### Colonnello Arbuthnot
Il colonnello Arbuthnot, che nega di aver conosciuto il colonnello Armstrong ma conosce a menadito le sue medaglie e i suoi meriti, servì insieme con lui in India e fu salvato dal suo commilitone; nel libro, è Arbuthnot a convincere gli altri cospiratori che gli assassini/giustizieri dovranno essere 12, come una giuria. Durante l'esecuzione del piano si innamora di miss Debenham. Nella versione cinematografica del 1974 è interpretato da Sean Connery, mentre in quella del 2017 da Leslie Odom Jr. (in quest'ultimo adattamento il personaggio è un medico di etnia afroamericana e assorbe parzialmente il ruolo del dottor Costantine, che in tale versione non è presente).

#### Mary Hermione Debenham
Mary Hermione Debenham fu istitutrice di Helena Andrenyi, quando questa era solo la sorella minore della signora Armstrong, madre della piccola Daisy Armstrong; durante il viaggio comincia una storia con il colonnello Arbuthnot. Nella versione cinematografica del 1974 è interpretata da Vanessa Redgrave, mentre in quella del 2017 da Daisy Ridley.

#### Conte e Contessa Andrenyi
La contessa Helena Maria è la sorella minore della signora Armstrong, sposata con il conte e diplomatico ungherese Rudolph; viene coinvolta dalla madre nonostante sia terrorizzata e traumatizzata dall'accaduto. Il marito la appoggia e la sostiene psicologicamente, e pugnala Cassetti in sua vece mentre lei è addormentata sotto gli effetti di un sedativo; in questo modo le pugnalate ammonteranno esattamente a 12, nonostante i cospiratori siano 13. Sul passaporto di lei Poirot nota una macchia d'unto, il cui scopo è modificare il nome di battesimo da Helena a Elena; il tutto serve a confondere le acque sul fazzoletto con la H, che Poirot e Bouc scopriranno poi appartenere alla principessa Dragomiroff. Nella versione cinematografica del 1974 sono interpretati rispettivamente da Michael York e Jacqueline Bisset, mentre in quella del 2017 da Serhij Polunin e Lucy Boynton.

#### Antonio Foscarelli
Antonio Foscarelli fu l'autista della famiglia Armstrong, e venne colpito alle spalle dai rapitori della bimba. Nella versione cinematografica del 1974 è interpretato da Denis Quilley (in questa versione, il suo nome diventa Gino Foscarelli), mentre in quella del 2017 da Manuel Garcia-Rulfo (in cui la sua etnia è latino-americana e il suo nome viene mutato in Biniamino Marquez).

#### Edward Henry Masterman
Cameriere di Cassetti/Ratchett, Edward Henry Masterman fu prima aiutante di campo del colonnello Armstrong e poi maggiordomo fedele della sua famiglia; insieme a MacQueen, è entrato al servizio di Ratchett per preparare il terreno alla vendetta dei 12 giustizieri. Nella versione cinematografica del 1974 è interpretato da John Gielgud (in questa versione, il suo nome è mutato in Edward Beddoes), mentre in quella del 2017 da Derek Jacobi.

#### Caroline Martha Hubbard
Dietro questo nome falso si cela Linda Arden, celebre attrice tragica americana, madre di Sonia Arden (poi Sonia Armstrong) ed Helena Maria Arden, futura contessa Andrenyi. È la mente principale della vendetta contro Cassetti, nella quale ha coinvolto direttamente o meno tutti gli altri; dopo la morte della nipote e le tragedie da essa generate, si è allontanata dalla scena pubblica per gestire il dolore, e ha cominciato a preparare il piano per uccidere Cassetti, facendosi passare per una banale e petulante donna americana allo scopo di passare inosservata. Nella versione cinematografica del 1974, in cui il nome muta in Harriet Belinda Hubbard, dal cognome del defunto secondo marito, è interpretata da Lauren Bacall, mentre in quella del 2017 da Michelle Pfeiffer.

## Adattamenti
Cinema
- Assassinio sull'Orient Express (1974), diretto da Sidney Lumet, con Albert Finney, Sean Connery, Lauren Bacall e Ingrid Bergman.
- Assassinio sull'Orient Express (2017), diretto da Kenneth Branagh, con Kenneth Branagh, Johnny Depp, Michelle Pfeiffer, Penélope Cruz e Judi Dench.

Televisione
- Un episodio della serie tv della Germania Occidentale Die Galerie der großen Detektive apparve nel 1955. Heini Göbel interpretò il ruolo di Poirot.
- Assassinio sull'Orient Express (2001), Film TV diretto da Carl Schenkel, con Alfred Molina, Leslie Caron e Meredith Baxter.
- Assassinio sull'Orient Express (2010), episodio della Serie TV Poirot diretto da Philip Martin, con David Suchet e Hugh Bonneville.

Videogiochi
- Agatha Christie: Assassinio sull'Orient Express (2006), sviluppato da The Adventure Company e prodotto da Awe Games.

## Traduzioni italiane
Durante la dittatura fascista in Italia le opere di molti autori polizieschi anglosassoni vennero pubblicate in traduzioni inattendibili, caratterizzate da pesanti tagli e manipolazioni. Ciò avvenne in parte per una scelta editoriale volta al contenimento dei costi (in quanto la riduzione del numero delle pagine permetteva di abbassare il prezzo di copertina), e in parte per obbedire a precise direttive politiche da parte del regime, di carattere moralistico o razziale. Vennero perciò, ad esempio, censurati i riferimenti al suicidio o al sesso, e venne espunta ogni affermazione ritenuta offensiva per la reputazione del popolo italiano.
Lo dimostra la prima traduzione italiana del libro, di Alfredo Pitta, pubblicata da Arnoldo Mondadori Editore nel 1935, dove si riscontrano estesi tagli, vistose manomissioni e varie censure. Un riferimento al suicidio venne espunto in una delle prime pagine, mentre due personaggi che nel testo originale erano italoamericani (Cassetti e Foscarelli) diventarono rispettivamente di origine irlandese (ribattezzato O'Hara) e brasiliana (ribattezzato Pereira).
Negli anni '70 l'editore Mondadori ripubblicò la traduzione di Pitta, emendandola da alcune delle sopra indicate manipolazioni e ristabilendo i nomi originali dei personaggi, ma solo nel 1987 venne pubblicata una nuova traduzione integrale, a cura di Lidia Zazo, molto più fedele al testo originale. Curiosamente, alla fine del Capitolo XV dell'edizione Oscar Best Sellers del 1983, con la traduzione del Pitta, si fa riferimento, quale occupante dell'ultimo scompartimento, a un brasiliano. Evidentemente nel ripristinare i nomi e le nazionalità originarie in quella traduzione, questo particolare era sfuggito.
Nella seguente tabella sono messe a confronto le righe finali del decimo capitolo della seconda parte, rispettivamente nel testo originale di Agatha Christie, nella traduzione di Alfredo Pitta e in quella di Lidia Zazo.
| Testo originale | Traduzione di Alfredo Pitta | Traduzione di Lidia Zazo |
| --- | --- | --- |
| “He has been a long time in America,” said M. Bouc, “and he is an Italian, and Italians use the knife! And they are great liars! I do not like Italians.” “Ça se voit,” said Poirot with a smile. “Well, it may be that you are right, but I will point out to you, my friend, that there is absolutely no evidence against the man.” “And what about the psychology? Do not Italians stab?” “Assuredly,” said Poirot. “Especially in the heat of a quarrel. But this—this is a different kind of crime. I have the little idea, my friend, that this is a crime very carefully planned and staged. It is a far-sighted, long-headed crime. It is not—how shall I express it?—a Latin crime. It is a crime that shows traces of a cool, resourceful, deliberate brain—I think an Anglo-Saxon brain—” He picked up the last two passports. “Let us now,” he said, “see Miss Mary Debenham.” | “È stato a lungo negli Stati Uniti” osservò l'altro. “Le faccio notare che non vi sono, non dico prove, ma neppure indizi contro di lui, più che contro gli altri”. “E la psicologia, caro amico? E la psicologia, dove la mette?” “Capisco: lei vuol dire che costui può essere di quei tipi che, quando si riscaldano, sono capaci di commettere anche un delitto” replicò Poirot. “Ma ho idea, vede caro Bouc, che quest'assassinio sia stato accuratamente progettato in tutti i suoi particolari e non meno accuratamente eseguito. È una mia piccola idea, s'intende...” L'investigatore prese uno dei due passaporti rimasti e disse: “È il turno della signorina Debenham”. | “È stato a lungo in America” disse Monsieur Bouc “ed è italiano, e gli italiani usano il coltello. E sono dei gran bugiardi. Non mi piacciono proprio gli italiani.” “Ça se voit” disse Poirot con un sorriso. “Ebbene, può darsi che abbia ragione, ma le farò notare che non c'è la minima prova contro quest'uomo, amico mio.” “E la psicologia? Forse che gli italiani non accoltellano?” “Senza dubbio” disse Poirot. “Specialmente nel calore di una lite. Ma questo è un tipo di delitto molto diverso. Ho il vago sospetto che sia stato preparato e messo in scena con molta cura, amico mio. È un delitto preparato da tempo. Non è, come dire, un delitto latino. È un assassinio che porta le tracce di una mente fredda, decisa e piena di risorse: una mente anglosassone, direi.” Prese l'ultimo passaporto. “E adesso, sentiamo la signora Mary Debenham.” |

### In inglese
- (EN) Agatha Christie, Murder on the Orient Express, New York, Harper, 2010, ISBN 9780007422579.

### Edizioni italiane
- "Orient Express". Poirot sempre più in gamba, traduzione di Alfredo Pitta, Collana I Libri Gialli n.127, Milano, Arnoldo Mondadori Editore, novembre 1935,  p. 262.
- Assassinio sull'Orient-Express, traduzione di Alfredo Pitta, I Classici del Giallo Mondadori n.79, Milano, Arnoldo Mondadori Editore, febbraio 1970. - Prefazione e postfazione di Oreste Del Buono, Collana Oscar n.1115 (Gli Oscar del Giallo n.1), Mondadori, dicembre 1974, 1979; Milano, Euroclub, 1984; Collana Oscar Bestsellers n.357, Mondadori, 1993; Collana Oscar Scrittori del Novecento n.1481, Mondadori, 1995; I Classici del Giallo Mondadori n.1274, giugno 2011.
- Assassinio sull'Orient-Express, traduzione di Alfredo Pitta, Milano, Mondadori, 1986  [1979].
- Assassinio sull'Orient Express, nuova trad. di Lidia Zazo, Collana I Classici del Giallo Mondadori n.542, Milano, Mondadori, 1987. - Edizione illustrata e annotata, Presentazione di Gianni Rizzoni, Collezione Agatha Christie, Milano, CDE, 1991; a cura di Mirella Zocchi, Collana Le cicale, Mondadori Scuola, 1995; Collana Oscar Junior, Mondadori, 2014-2023, ISBN 978-88-047-7475-4; Collana Oscar Gialli, Mondadori, 2017, ISBN 978-88-046-7938-7; Collana Oscar Moderni Cult, Mondadori, 2020, ISBN 978-88-047-3253-2.